# Црвени јавор
Црвени јавор (Acer rubrum) друмондски јавор или мочварни јавор свој научни назив дугује Линеу који га је тако назвао у свом Species Plantarum објављеном 1753. године. Име рода, које је такође увео Лине, је латински назив за јавор, а специјски епитет rubrum значи црвен што је одлика листова у јесен али и цветова, плодова током зрења, пупољака као и гранчица. Амерички ботаничар Смол (John Kunkel Small, 1869-1938) потенцира ову карактеристику уводећи нови род Rufacer (rufus, црвен и acеr, јавор) који данас има статус синонима. Ту су још и епитети синонима sanguineum = крвав и coccineum = гримизан (љубичастоцрвен) који се односе на исте особине. Део епитета синонима је по географским називима делова ареала carolinianum и drummondii.

## Опис врсте
Листопадно дрво средње величине, ретко премашује 28 m, са деблом пречника до 60 cm у природним популацијама; у Европи 20-25 m високo. Формира заобљену круну ширине 10-15 m. Кора на младим стаблима глатка и светлосива, на старијим се цепа у дуге, уске, љуспасте плоче одвојене плитким пукотинама. Гранчице тамноцрвене, сјајне, голе, осим кад су сасвим младе, посуте тачкастим лентицелама; терминални пупољци тупи са 2 до 4 пара видљивих, црвених љуспи; бочни мањи од терминалних; лисни ожиљци у облику слова V са 3 ожиљка од спроводних снопића. Коренов систем плитак.
Листови су тро- или петорежњевити (режњеви зашиљени и донекле троугласти, средњи је обично најдужи), широки 5 до 12 cm, а често дужи него шири, грубо и неравномерно назубљени; горња површина зелена, гола, доња плавкастобела и мање више паперјаста, нарочито дуж нерава.
Полигамни, актиноморфни, ентомо- или анемофилни цветови се појављују у марту и почетком априла из црвених цветних пупољака у густим гроздовима много пре олиставања, на нодусима прошлогодишњих летораста или на краткорастима старијих. 5 црвених чашичних листића, дугуљасто, на врху заобљено, 1,5–2 mm дуго. Круница петочлана, линеарна, нешто дужа и ужа од чашице. Прашника 5–8, са кончастим филаментима, бели су, антере тамноцрвене. Тучак бикарпелни, синкарпан са надцветним двооким голим плодником и по два семена заметка у окцу; стубић кратак, жиг у облику два маљава црвена конца. Код функционално мушких цветова тучак абортиван, а код функционално женских антере не продукују полен. Цветови на црвенкастим дршкама које су у почетку кратке а са развојем плодова се знатно издужују. 
Плодови, по две крилате орашице под углом од 60° (шизокарпијум) на витким висећим дршкама дугим 5 до 8 cm у гроздовима; крилца дуга око 2 cm, широка 0,6 cm, мат тамноцрвена. Плод сазрева у касно пролеће, али семе не клија одмах. Семе дуго око 5 mm, ситно у поређењу са осталим јаворима; у једном килограму 50.000 зрна.  Ексалбуминско семе клија епигеично.

### Диференцијалне особине
Постоји велика сличност између црвеног и шећерног јавора. A. rubrum је компактнији, а листови нису толико дубоко усечени, абаксијално су више паперјасти, а плодови су упола мањи. Расте брже од млеча и шећерног јавора, а спорије од сребрнолисног. Црвени и сребрнолиси јавор често се називају "меки " (због особине дрвета) или "мочварни јавори" (због станишта) за разлику од шећерног и црних јаворова који се називају "тврди јавори".

## Ареал
Од природе расте на истоку Северне Америке на северу од југоисточне Канаде, Квебека и Минесоте, а јужно од Флориде до источног Тексаса. У северним државама САД црвени јавор расте на влажним низијским земљиштима, плавним зонама река и влажним шумама, док је у Мисурију чешћи на сувљим каменитим побрђима. На мочварним стаништима развија површински корен и расте са америчким црним јасеном (Fraxinus nigra), црни тупелом (Nyssa sylvatica), мочварном тополом (Populus heterophylla), америчким брестом (Ulmus americana) и низијским храстовима; међутим, црвени јавор се често налази на сушнијим локацијама, а на североистоку се обично меша са вајмутовим бором (Pinus strobus) и северним лишћарским шумама.

## Биоеколошке карактеристике
Толерише широк спектар земљишта, али се најбоље развија на средње влажним до влажним, добро дренираним, благо киселим земљиштима, од потпуно осунчаних позиција до делимичне сенке. На кречњачким земљиштима нема црвену боју листа у јесен. Веома је отпорна на ниске температуре, али може да страда од ветро- или снеголома. Брзог је раста, а зрелост постиже са 70 до 80 година, неке јединке могу достићи старост од 150 година. Почиње са плодоношењем од 4. године. Може да расте у непосредној близини црног ораха који је познат по алелопатији.

## Примена
Црвени јавор широко се користи као украсна биљка у дрворедима и осталим категоријама зелених простора обезбеђујући у јесен, после првих мразева, спектакуларну ватреноцрвену боју која посебно долази до изражаја у комбинацији са тамнозеленим четинарима, поред тога не захтева посебно одржавање. Новија примена у САД је за вртове који користе атмосферску воду „кишне вртове“ (Rain Garden) због плитког корена, али ова особина спречава његову примену близу застора које може да подигне. Корен треба да има довољно простора па је најбоља појединачна садња на травњацима.
У култури је од 1656. године и до данас се његово дрво користи у дрвној индустрији. Дрво - није чврсто, али маса је велика 609 kg/m³. Неки старији примерци имају џевераво дрво, што даје лепе ефекте светлости и сенке на полираним површинама. Дрво се обично користи за израду намештаја, столарије, целулозе и др. Као пионирска врста успешно се обнавља на прогалама, сечинама и делимично отвореним шумама.
Сок садржи шећер и може се користити као пиће или концентрисати у сируп кувањем. Сируп се користи као заслађивач у многим намирницама. Ова врста даје око половине количине добијене од шећерног јавора (A. saccharum). Сакупља се у касну зиму, а проток је најбољи у топлим сунчаним данима после мраза јер вегетација рано креће, а са активношћу пупољака сок губи на квалитету. 
Кувана унутрашња кора се једе, а може да се суши, меље у прах, а затим користи као густин за чорбе и сосове. Или се меша са житарицама при прављењу хлеба. Клијавци, сакупљени у рано пролеће, једу се свежи или сушени, a семе кувано.
Кора има адстригентна својства и коришћена је код за повреде ока. Одвар коре користи се за лечење грчева и дизентерије. 
Кувана унутрашња кора даје љубичасту боју, а помешана са оловним сулфатом даје црну боју која се такође може користити као мастило. 

## Размножавање
Основна форма се размножава генеративно. Семе има изражену физиолошку дормантност, али се партије веома много разликују у степену дормантности па неке клијају без сметњи; препоручује се стратификација 60-90дана на +3 °C. 
Оглед са семеном из Онтарија указује на утицај надморске висине на дормантност. Па тако семе из низија клија 55% када се нестратификује, а 89% после стратификације; док нестратификовано семе из виших предела има клијавост 13%, односно 54% после стратификације. Семе може да се чува ако се проценат влаге спусти на 10% па се сматра субортодоксним.
Од вегетативних метода култивари црвеног јавора се размножавају резницама и калемљењем. Зелене резнице A. rubrum ’Schlesingeri’ ожиљију се  58-96% под мистом, а 83-100% под пластичном фолијом. Култивар ’October Glory’ размножава се резницама у августу-септембру пободеним у супстрат од 4 дела тресета и једног дела песка, уз претходно третирање са 0,8% IBA.
Од хетеровегетативних метода примењује се бочно или обично спајање у јануару-фебруару на подлоге матичне врсте у контејнеру. На овај начин размножава се клон ’Red Sunset’. Код избора подлоге треба бити опрезан јер су јавори, уопште, познати по инкомпатибилности. Тако се тренутна инкомпатибилност јавља при калемљењу култивара A. rubrum на A. pseudoplatanus. A. rubrum као подлога показује малу инкомпатибилност са A. sacharinum.

## Унутарврсни таксони
Од природних унутарврсних таксона у литератури се помињу три варијетета: основни var. rubrum, укључујући f. tomentosum (Desf.) Dans.; var. drummondii (Hook. et Arn. ex Nutt.) Sarg., укључујући f. rotundata Sarg. и var. trilobum Torr. et A. Gray ex K. Koch.
Културних таксона има неколико десетина од којих су неки врло стари, а за део њих постоје само описи у научним часописима док живих рамета више нема: 
- 'Armstrong' – стубастог хабитуса са гранама упереним увис, кора сребрнаста, у јесен лист наранџаст до црвен.
- 'Autumn Blaze' – заобљена, овална форма са листовима који личе на сребрни јавор. У јесен наранџастоцрвени листови остају дуже него код основне форме.
- 'Autumn Flame' – брзорастући таксон са јединственом светлоцрвеном бојом листова која се рано формира; листови мањи од основне форме.
- 'Autumn Radiance' – густа овална круна, у јесен лист наранџастоцрвен.
- 'Autumn Spire' – широкостубаста круна црвеног јесењег колорита; врло отпоран клон.
- 'Bowhall' – купаста, усправна форма жутоцрвена у јесен.
- 'Burgundy Bell' – компактан округли униформни облик, јесењи лист бордо дуго остаје на гранама.
- 'Columnare' – купасти до стубасти култивар описан у часопису Garden and Forest, 1894, (који је тада био висок 25 m) расте на приватном земљишту у Њујорку.
- 'Gerling' – компактна, спорорастућа селекција која достиже 10 m и има у јесен наранџастоцрвен лист.
- 'Northwood' – инсерција грана 45° у овалној круни. Током вегетације лист тамнозелен, у јесен наранџастоцрвен не толико атрактиван као код других клонова.
- 'October Brilliance' – каснолистајући култивар са густом круном и тамноцрвене листове у јесен.
- ‘October Glory’ – селекција расадника Princeton (САД) са израженом јесењом бојом која се касно јавља, заобљеном круном и интензивног раста. Заједно са 'Red Sunset', је најчешће коришћен клон.
- 'Redpointe' – клон прилагођен алкалним земљиштима, са јаким централним лидером и црвеном бојом у јесен.
- 'Red Sunset' = 'Franksred' – је популаран клон због отпорности на сушу и усправног и брзог раста, као и јесењег колорита.
- 'Sanguineum' – ортета овог клона расла је у париској ботаничкој башти Jardin des Plantes. Листови су одоздо плавкасто зелени, гушће паперјасти, са сјајно црвеним цветовима.
- ‘Scanlon’ – клон коничне круне која га чини погодним за сужене просторе; селекција E. H. Scanlon and Associates, Olmsted Falls, Охајо, САД.
- 'Scarlet Sentinel' – стубасти до овални брзорастући клон са петорежњевитим листовима; јесења боја жутонаранџаста до наранџастоцрвена.
- 'Schlesingeri' – стари клон широке круне и ране промене боје листа у јесен; издвојен је у САД због дуготрајуће црвенољубичасте јесење боје и брзог раста. Пронашао га је професор Сарџент (Sargent) у Бруклину, а 1888. године преко расадника  Späth’s пуштен је у промет у Европи.
- 'Shade King' – брзорастући култивар усправне овалне форме; листови тамнозелени лети, у јесен црвени до наранџасти.
- ‘Somerset’ – нови мушки клон средње висине који је селекционисао Национални арборетум САД (U.S. National Arboretum) овалног хабитуса и сјајноцрвених листова средином октобра.
- 'V.J. Drake' – клон са карактеристичном променом боје листа у јесен; прво обод постаје тамноцрвен, а онда боја захвата лист ка центру. [4][20][21]

При избору култивара за озелењавање треба водити рачуна о полности. Клонови са мушким (и у мањој мери хермафродитним) цветовима су продуценти полена који је јак алерген па треба избегавати клонове: 'Autumn Flame' ('Flame'), 'Autumn Spire', 'Columnare' ('Pyramidale'), 'Firedance' ('Landsburg'), 'Karpick', 'Northwood', 'October Brilliance', 'Sun Valley', 'Tiliford'.
Женски клонови: 'Autumn Glory', 'Bowhall', 'Davey Red', 'Doric', 'Embers', 'Festival', 'October Glory', 'Red Skin', 'Red Sunset' ('Franksred') могу се користити без бојазни од алергије.